# 临邛街道
临邛街道，是中华人民共和国四川省成都市邛崃市下辖的一个乡镇级行政单位。2019年12月，将原前进镇所属行政区域划归临邛街道管辖。临邛街道办事处驻蜚虹路136号。

## 行政区划
临邛街道下辖以下地区：
文昌宫社区、龙兴寺社区、考棚社区、北坛社区、蜚虹社区、三好社区、马蹄社区、马坝社区、金鼓社区、鹤鸣社区、西江村、盘陀村、盐坝村、红旗村、喻坎村、胜利村、晨阳村、金鹅村、东乡村、关家村、八角村、葫芦村、元兴村、石燕村和柏树村。
2019年12月调整后，临邛街道辖原前进镇和洪川社区、文星社区、文昌宫社区、龙兴寺社区、考棚社区、北坛社区、蜚虹社区、三好社区、马蹄社区、北鹭社区、鹤鸣社区、西江村、盘陀村、盐坝村、红旗村、喻坎村、胜利村、晨阳村、金鹅村、东乡村、关家村、八角村、葫芦村、元兴村、石燕村、柏树村以及金鼓社区4、5、6、12、13、14组所属行政区域。